# أنخيل رودريغيز (لاعب كرة قدم)
أنخيل رودريغيز (بالإسبانية: Ángel Rodríguez Nebreda)‏ هو لاعب كرة قدم إسباني، ولد في 2 يناير 1972 في ليون في إسبانيا. لعب مع ريكرياتيفو.